# Pomacentrus auriventris
Pomacentrus auriventris är en fiskart som beskrevs av Allen, 1991. Pomacentrus auriventris ingår i släktet Pomacentrus och familjen Pomacentridae. Inga underarter finns listade i Catalogue of Life.